# Acuayte
Acuayte, Acuaite (del nahuatl acuáhuilt, "caño de madera" o "acequia", "aquahuitli", caño de madera; "aquahyotl", caño de agua, sin especificar el elemento) es uno de los apellidos poco comunes y raros en México, propio de un grupo de pueblos nativos de Mesoamérica, al que pertenecen los mexicas y otros pueblos antiguos de Anáhuac que tenían en común la lengua náhuatl. 
Son nahuas los pueblos prehispánicos de Tlaxcala, Chalco, Cholula y Acolhuacán. Los mexicas destacan por la fundación de Tenochtitlán, en 1325, y por su influencia sobre otros pueblos de la región, en lo que actualmente son los estados de Guerrero, Hidalgo, estado de México, Morelos, Michoacán y Puebla; así como porciones menores de Oaxaca, San Luis Potosí, Veracruz y Tabasco.

## Origen del apellido
"Caño de madera" , "Acequia". Así encontramos, que el 2 de septiembre de 1553 se discutió en el cabildo de Tlaxcala, la urgencia de construir un caño de madera, o "aquahuitli" para el convento Franciscano, la resolución fue que se realizara a cuenta de los pueblos de Atliuetzan y Topoyanco, contribuyendo con la piedra, madera y cal necesarios. Los españoles utilizaron esta técnica prehispánica de los indígenas, para la construcción de conductos de agua. Estos pueblos indígenas fueron hábiles constructores y arquitectos, que mejoraron sus técnicas para obtener mayor resistencia y estabilidad en sus estructuras, por lo que se puede atribuir que "aquahuitli" del aqua, atl, agua,"aquahyotl". Acuayte, fue "el que construía cañería", es decir, toma el nombre del oficio: El Hábil "constructor de red de conductos". Eran diseños unidos y soldados, soportados mediante pilares. Estos caños posibilitan la distribución de agua a los hogares y tierras de cultivo del pueblo de Citlaltepetl en el año de 1550 de la jurisdicción de Tlaxcala. Así por ejemplo, los carpinteros eran llamados "quauhxinque" eran los encargados de labrar la madera, para que adoptaran las diferentes formas y canoas requeridos, para la captación y distribución del agua en tiempos de escasez "Acequia".
En este proceso de intercambio tecnológico, los españoles adoptaron el uso prehispánico de ciertos materiales, en la construcción de cañerías y canoas destinadas para el transporte y distribución del agua, por ejemplo las pencas de maguey demás de servir como leña para el fuego y para techar las casas, a manera de tejado, eran empleadas para las azoteas (terrados) para que a través de ellas se recolectara el agua de lluvia.
- El primer registro de bautismo usando el apellido "Acuayte" data del año 1857 en México.[3]

## Otros significados y Variantes[4]
- Acuayte:- (A- coatl).: atl, agua, cuahtli, águila: la << Águila de Agua >>, Las águilas de mar son rayas de la familia de las Myliobatidae, águila marina es el nombre con el que se designa particularmente al pigargo europeo, Haliaeetus albicilla. También puede definirse como: la <<Anguila de Mar>> más conocido como anguila eléctrica
- Acuayte:- (Acuáhuitl, acahuite): << álamo >>. El que vive en el álamo, en el lugar o a los álamos. Se referiere a las distintas especies de árboles del género Populus, de la familia de las salicáceas, que se extienden desde Sonora, hasta Hidalgo.,en serranías. La madera.
- Acuayte:- De (akakalotl; cuervo de agua, y  (kuali, yektli, kuali ik; bueno ) << m, ave acuática de color negro, que pronostica buenas cosechas>>.

- Acuachi:- (A- coatzin): atl. agua; coat, culebra; tzintli: expresión dimunutiva: <<culebrita de agua>>. En sentido figurado se llama acuachi, entre los léperos, al compañero de aventuras.

- Acuate.-[5] (A- coatl).: atl, agua, coatl, serpiente: la << serpiente de agua >>). Culebra acuática de cerca de veinte pulgadas de largo y una de grueso, sus dientes son diminutos; la parte superior de su cabeza es negra; sus laterales son azulados, y la inferior amarilla; la espalda listada de color negro y azul, y el vientre totalmente azul.

## Estadísticas[6]
Es el apellido localizado en la posición número 731,424º como común, es decir, es muy poco probable encontrar a personas con este apellido.
Tiene una población de aproximadamente 263 personas usando este apellido, que equivale al 0.0002188% de la población mexicana, concentradas con una densidad mayor en Ciudad de México, Estado de México, Estado de Hidalgo, Zacualtipán Hidalgo, Tiangusitengo Hidalgo, Atecoxco Hidalgo, Mequetla Veracruz.